# Corpse reviver
Corpse reviver är en familj namngivna cocktails som ibland dricks ibland som alkoholhaltiga "botemedel" för bakfylla. 
Namnet spelar på den påstådda förmågan att drinkarna skulle kunna återuppliva till och med en död person. Några recept för Corpse reviver-drinkar har gått förlorade med tiden, men flera varianter som vanligtvis kopplas till baren American Bar på Savoy Hotel i London finns kvar, särskilt de av drinkarna som hyllades av bartendern Harry Craddock och som ursprungligen går tillbaka till åtminstone år 1930 och som än idag blandas till.
Många "reviver"-varianter finns och ordet används ibland som en generisk moniker för varje cocktail av formen återställare. Varianten vid namn Corpse reviver #2 har utsetts av International Bartenders Association som en samtida klassiker.

## Corpse reviver №1
Den första allmänt populära Corpse reviver-cocktailen listas i The Savoy Cocktail Book och är en cognacbaserad cocktail som kräver två delar cognac, en del Calvados eller apple brandy och en del italiensk vermouth. I bartendern Craddocks anteckningar säger han "Att tas före 11:00, eller när ånga eller energi behövs".

Bartendern Victor Bergeron (även känd som Trader Vic) listar Corpse Reviver №1 med samma ingredienser och kräver att man vrider en citronskal över drycken.

## Corpse reviver №2& №2A
Corpse reviver №2 som i Savoy Cocktail Book beskrivs som den mest druckna av corpse reviver-drinkarna och består av lika delar gin, citronsaft, curaçao (vanligtvis Cointreau), Kina Lillet (ersätts vanligtvis nu med Cocchi Americano, som en närmare motsvarighet till Kina Lillet än moderna Lillet Blanc), och ett stänk absint. Stänket av absint kan antingen läggas till blandningen före skakning eller hällas direkt i cocktailglaset och svepas runt tills glaset har täckts med ett lager absint för att ge en subtil absintarom och smak till drycken. 
Både originalet och den reviderade Trader Vic's Bartenders Guide listar Corpse reviver №2 på samma sätt som Savoy, men ersätter svensk punsch med Kina Lillet. I sina anteckningar anger han att Kina Lillet kan ersättas med den svenska punschen, så han var sannolikt medveten om Savoy-versionen i båda sina utgåvor. I Patrick Duffys officiella mixerhandbok från 1956 listar han Corpse reviver №2 med punsch och nämner inte Lillet. Användandet av punsch finns också i Crosby Gaige's Cocktail Guide och Ladies Companion.
Under 2000-talet är punsch mindre sannolikt att finnas till hands i de flesta barer, så omnämn en Corpse reviver №2 gjord med punsch som en Corpse reviver №2A, även om den kommer att förbli listad i vissa historiska cocktailböcker som endast №2 eller som №2 med anteckningar.
En Corpse reviver med punsch kallas också ibland för Corpse reviver №3, men andra guider använder №3 för att istället innebära en senare Savoy-version som använder Fernet Branca. Vid differentiering används №2A-nomenklaturen oftare.